# Crosby-Schøyen Codex MS 193

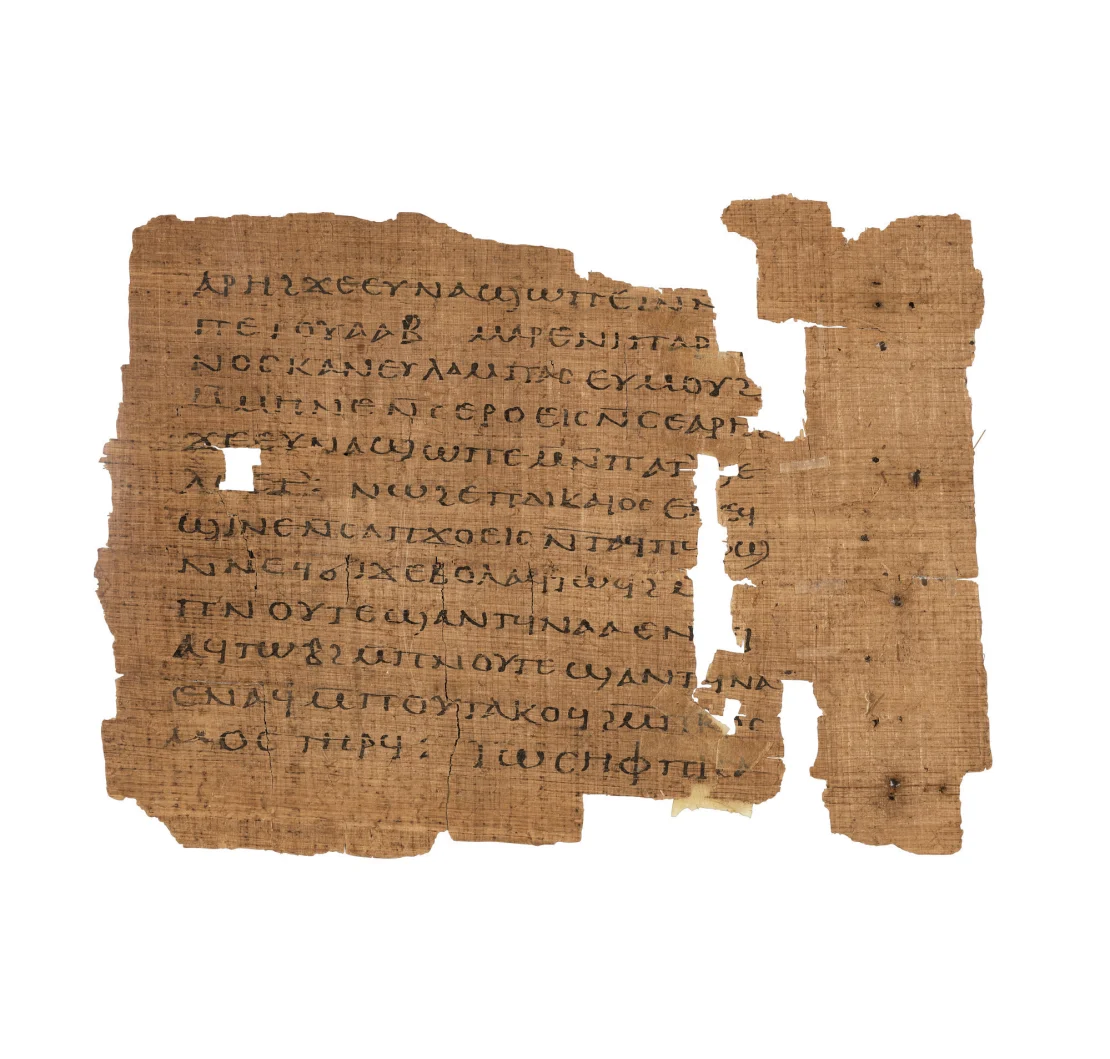
Crosby-Schøyen Codex MS 193.

Crosby-Schøyen Codex MS 193 – rękopis biblijny w  języku koptyjskim (dialekt saidzki) z III wieku. 
Rękopis zawiera  Księgę Jonasza, 1. List Piotra, anonimową homilię wielkanocną, fragment  2 Księgi Machabejskiej (5,27 - 7,41) i homilię paschalną  Melitona z Sardes (47-105). 
Zawiera 52 karty papirusowe, o rozmiarach 15 x 15 cm, tekst pisany jest 2 kolumnami na stronę, 11-18 linijkami w kolumnie, wielką grubą uncjałą koptyjską. 
Powstał prawdopodobnie w Aleksandrii w III wieku. W wiekach IV-VII przechowywany był w klasztorze  Pachomiusza. W VII wieku ukryty został w Jabal Abu Manna, 12 km na wschód od biblioteki z Nag Hammadi zakopanej w słoiku w piasku. Kodeks Crosby’ego Schøyena został odkryty w 1952 roku w Egipcie wraz z grupą innych manuskryptów, które noszą nazwę Papirusów Bodmera (większość z nich znajduje się w szwajcarskiej bibliotece w Cologny). Od 1988 roku kodeks jest częścią prywatnej kolekcji Martina Schøyena. 
Rękopis wystawiony został na sprzedaż na aukcji zorganizowanej przez Christie’s, cena 2-3 mln £. 